# Гидроксид димеркуроаммония
Гидроксид димеркуроаммония — неорганическое соединение
ртути
с формулой NHg2OH•xH2O,
кристаллы.

## Получение
- К свежеосаждённому оксиду ртути(II) добавляют концентрированный раствор аммиака и оставляют в темноте на 2 недели:

{\displaystyle {\mathsf {2HgO+NH_{3}\ {\xrightarrow {}}\ NHg_{2}OH\cdot H_{2}O\downarrow }}}

## Физические свойства
Гидроксид димеркуроаммония образует несколько гидратов:
- дигидрат NHg2OH•2H2O — жёлтые кристаллы, разлагаются на свету, принадлежат к гексагональной сингонии, пространственная группа P 6/mmc, параметры ячейки a = 0,668 нм, c = 1,098 нм, Z = 4 (или кубической сингонии, пространственная группа F 43m, параметры ячейки a = 0,958 нм);
- гидрат NHg2OH•H2O — коричневый порошок, образуется при 110°С, на воздухе постепенно переходит в дигидрат.

Не растворяется в воде,
этаноле и диэтиловом эфире.